# Kohistan (huyện), Faryab
Kohistan là một huyện thuộc tỉnh Faryab, Afghanistan. Dân số thời điểm năm 1999 là 37,659 người.